# Luigi Dossena
Luigi Dossena (28. května 1925 Campagnola Cremasca, severní Itálie – 9. září 2007 tamtéž) byl vatikánský úředník a diplomat, historicky první apoštolský nuncius delegovaný u slovenské vlády (1994–2001). V roce 1998 obdržel Řád bílého dvojkříže 2. třídy.

## Život
Mons. Dossena se narodil v severní Itálii v Campagnola Cremasca 28. května 1925. Studoval filosofii a teologii, na kněze byl vysvěcen 25. března 1951. V roce 1953 začal studovat diplomacii na Papežské církevní akademii a po absolutoriu v roce 1955 začal pracovat ve vatikánských diplomatických službách. Během své kariéry působil na čtyřech světadílech (Asie, Amerika, Afrika, Evropa).
První samostatnou misi získal v roce 1973, kdy jej papež Pavel VI. jmenoval titulárním arcibiskupem z Carpi a vyslal jej jako pronuncia do Jihokorejské republiky. Poslední misí a vrcholem jeho kariéry byl post apoštolského nuncia na Slovensku. V této pozici vybudoval apoštolskou nunciaturu v Bratislavě, připravoval návštěvu papeže Jana Pavla II. na Slovensku (1995) a spoluvytvářel text Základní smlouvy mezi Svatým stolcem a Slovenskou republikou.
Jeho nástupcem v pozici nuncia na Slovensku se v roce 2001 stal nynější arcibiskup Henryk Józef Nowacki.
| Předchůdce: Mario Tagliaferri | Znak z doby nástupu | Apoštolský nuncius v Peru 1985–1994 | Znak z doby konce vlády | Nástupce: Fortunato Baldelli |

| Předchůdce: Giovanni Coppa | Znak z doby nástupu | 2. apoštolský nuncius na Slovensku 1994–2001 | Znak z doby konce vlády | Nástupce: Henryk Józef Nowacki |